# 카를 노이키르슈
카를 노이키르슈(영어: Karl Neukirch, 1864년 11월 3일 ~ 1941년 6월 26일)는 독일의 체조 선수이다. 그는 아테네에서 열린 1896년 하계 올림픽에 참가했다.
힐마르는 독일 체조 팀에 속했으며 단체 평행봉과 단체 철봉 종목에서 금메달을 땄다. 철봉, 평행봉, 도마, 안마 개인 종목에 출전했으나 성공을 거두지는 못했다.